# Clădirea Secesiunii (Viena)

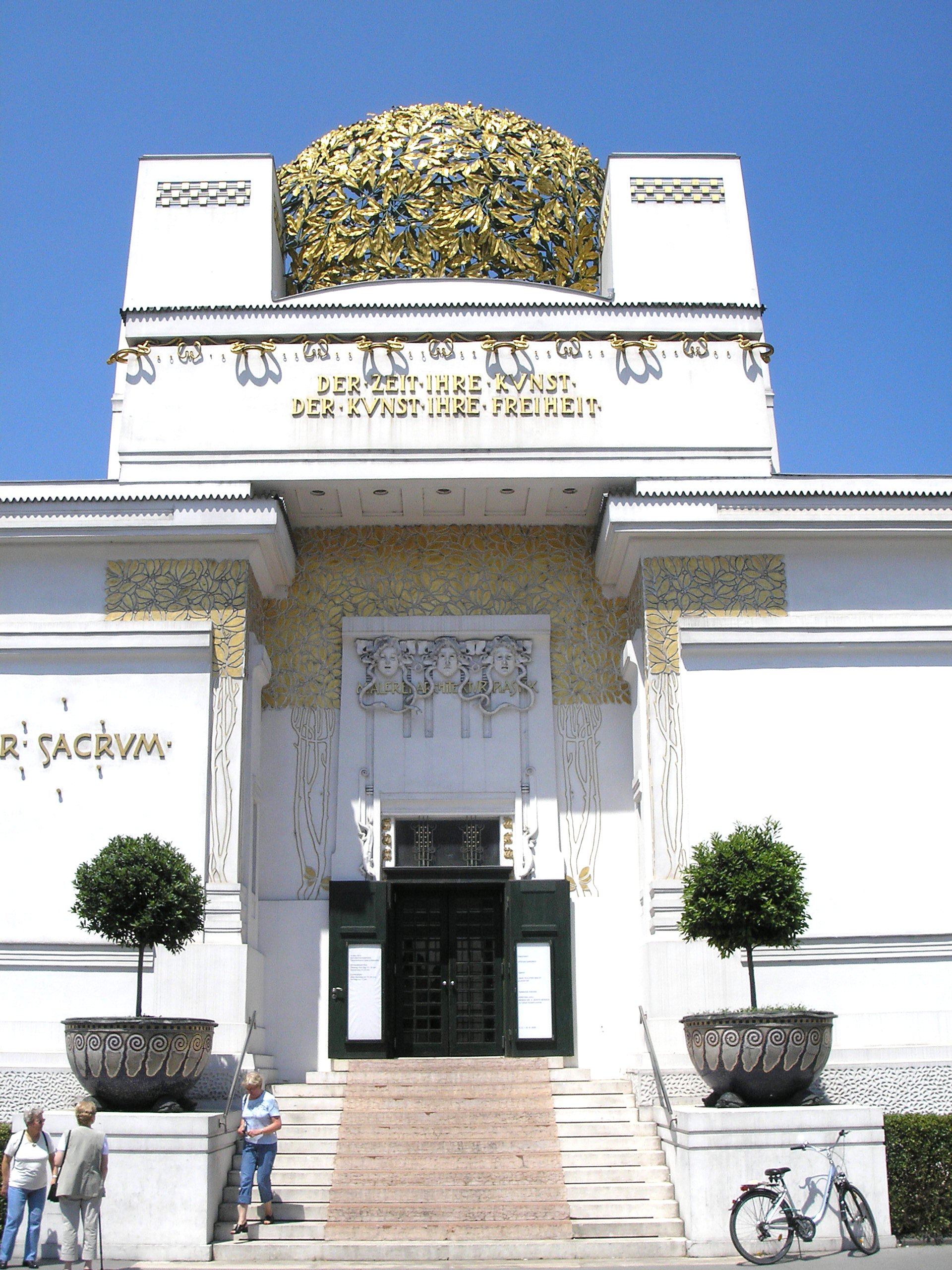
Fațada

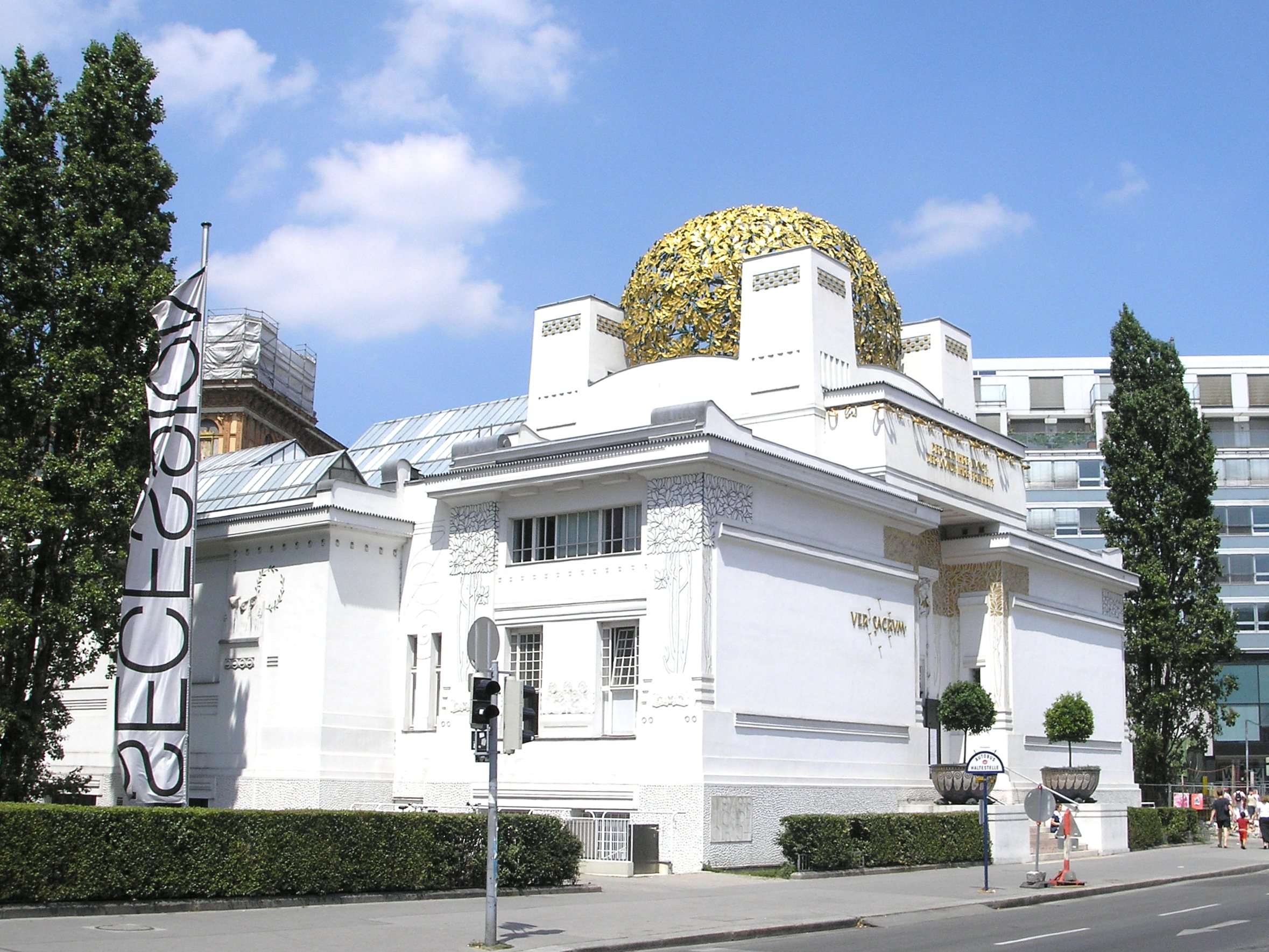
Vedere din lateral

Clădirea Secesiunii (în germană: Wiener Secessionsgebäude) este o sală de expoziție construită în anul 1897 de către Joseph Maria Olbrich ca un manifest arhitectural pentru Secesiunea vieneză, curent artistic inițiat la Viena, Austria. Secesiunea se referă la separarea unui grup de artiști rebeli de tradiția istoristă, dominantă în vremea respectivă în Europa și America de Nord.

## Descriere
În sala clădirii se află Friza lui Beethoven de Gustav Klimt, una dintre cele mai cunoscute lucrări de artă în stil Secession (o ramură a Art Nouveau, cunoscută și sub numele de Jugendstil). Construcția clădirii a fost finanțată de către Karl Wittgenstein, tatăl lui Ludwig Wittgenstein.
Motto-ul mișcării secesioniste este scris deasupra intrării în pavilion: "Fiecărei epoci arta ei, artei libertatea ei" (în germană Der Zeit ihre Kunst. Der Kunst ihre Freiheit). Mai jos este o sculptură a celor trei gorgone reprezentând pictura, sculptura și arhitectura.

## Trivia
- Clădirea a fost selectată ca motivul principal al uneia dintre monedelor de colecție austriece din aur: moneda de 100 euro ce aniversa mișcarea Secession; moneda a fost pusă în circulație la 10 noiembrie 2004. Pe aversul ei se află reprezentată imaginea clădirii.

- Clădirii apare (dintr-o perspectivă diferită) și pe moneda comună austriacă de 50 eurocenți.

## Galerie

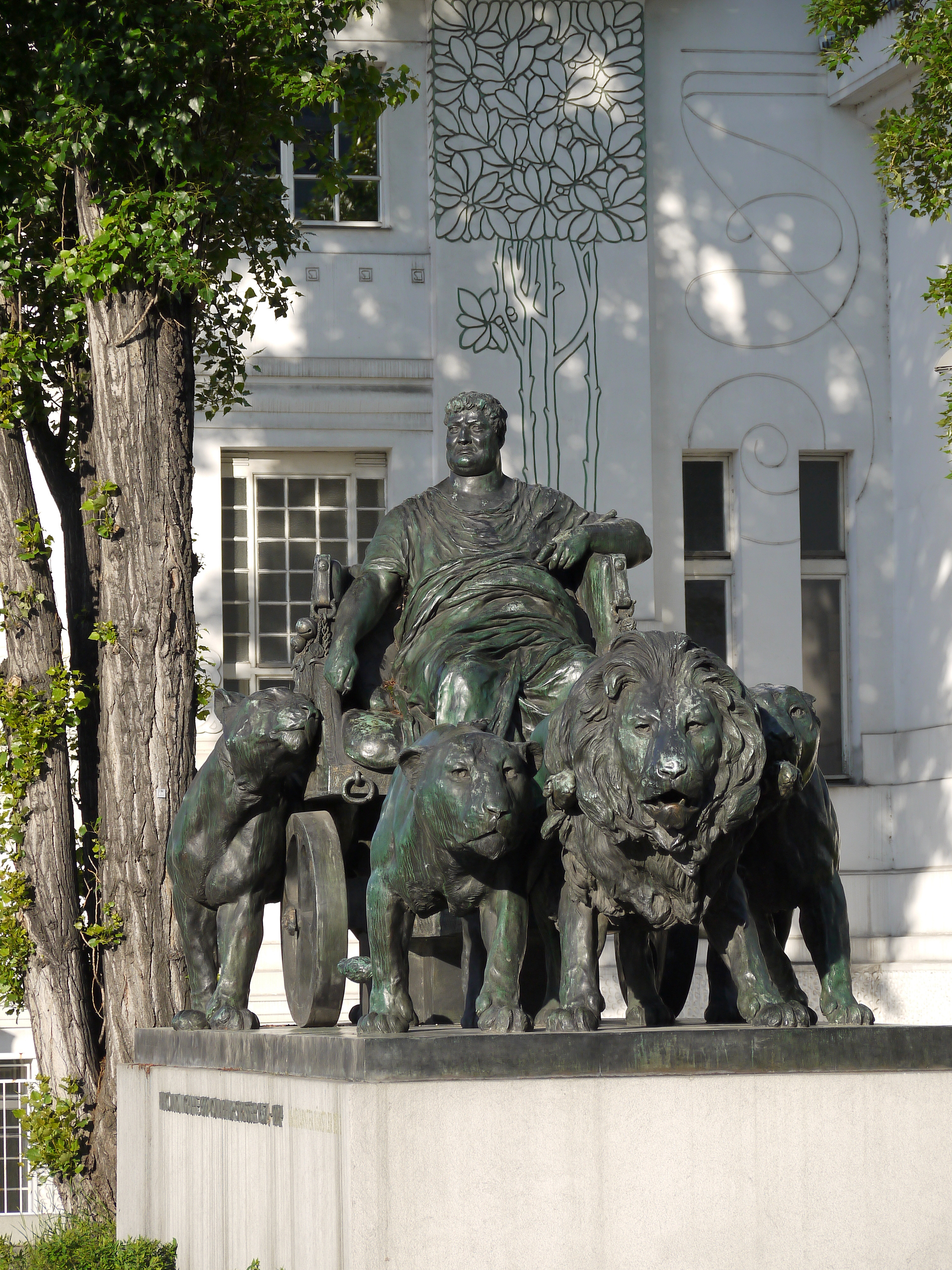
Statuie realizată între anii 1899 și 1900
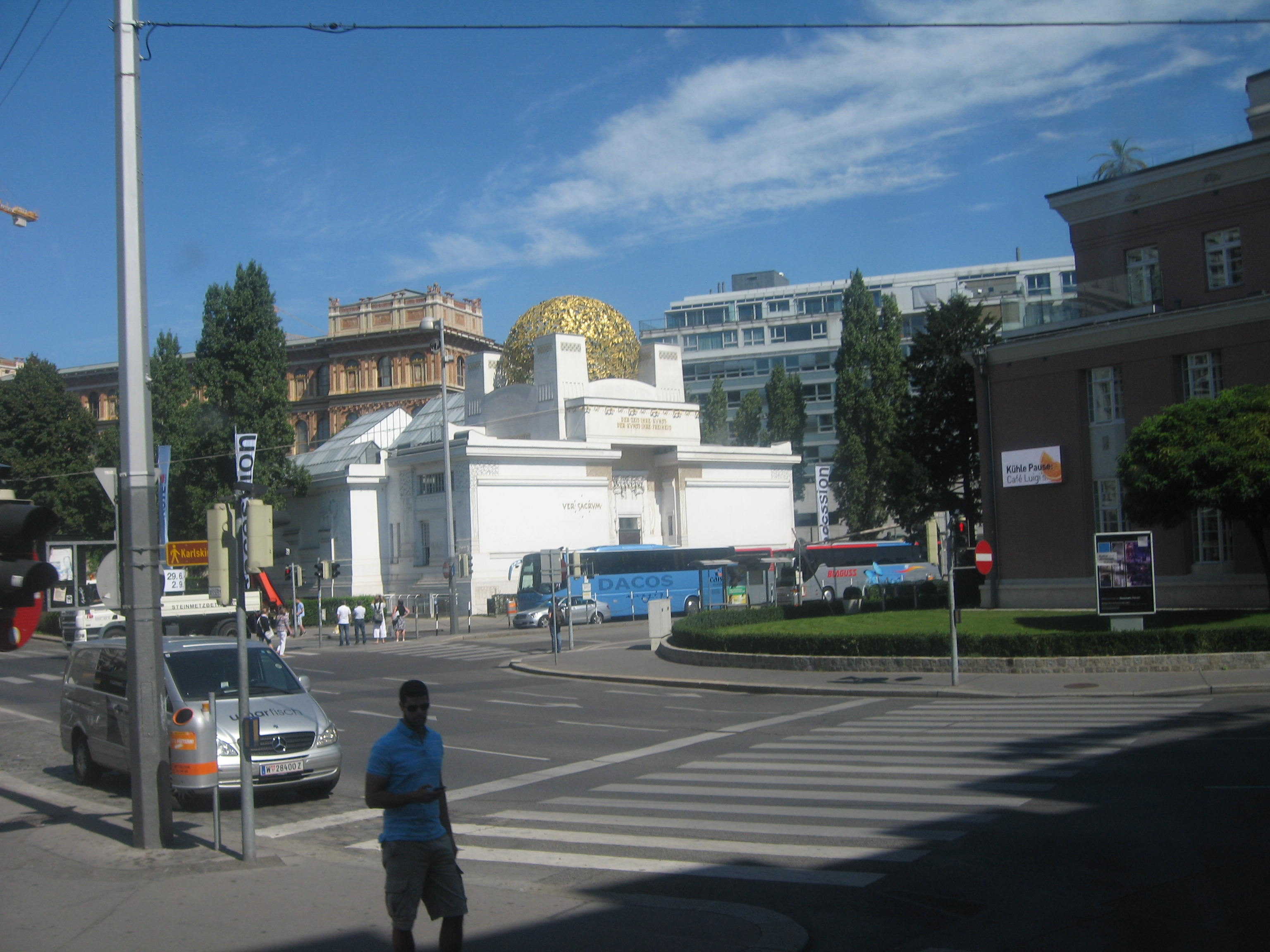
Clădirea Secesiunii Vieneze
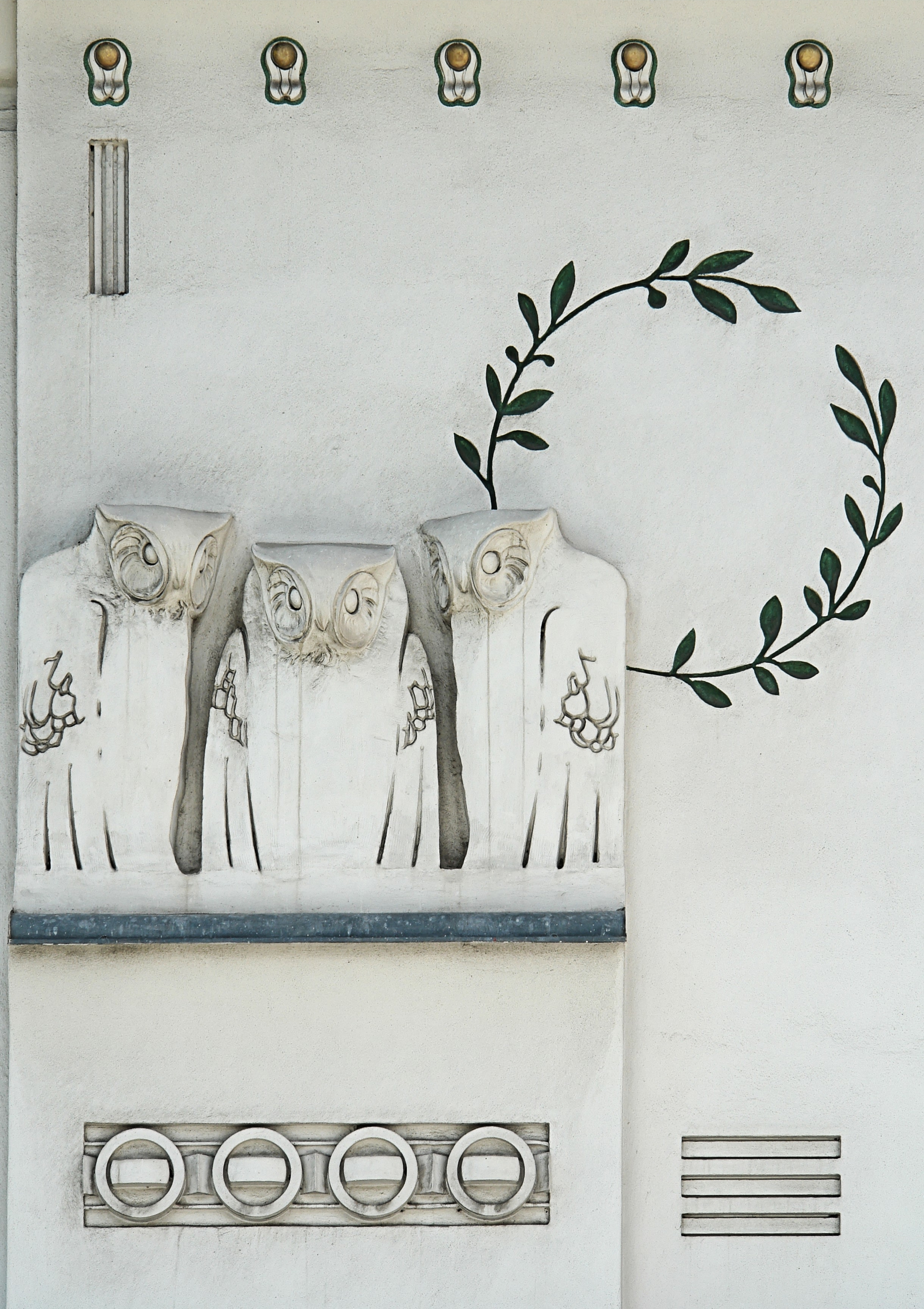
Bufnițe în stil Jugendstil - Detaliu de pe fațada clădirii Secession. Aceste modele pentru decorarea fațadelor clădirii sunt atribuite lui Koloman Moser.
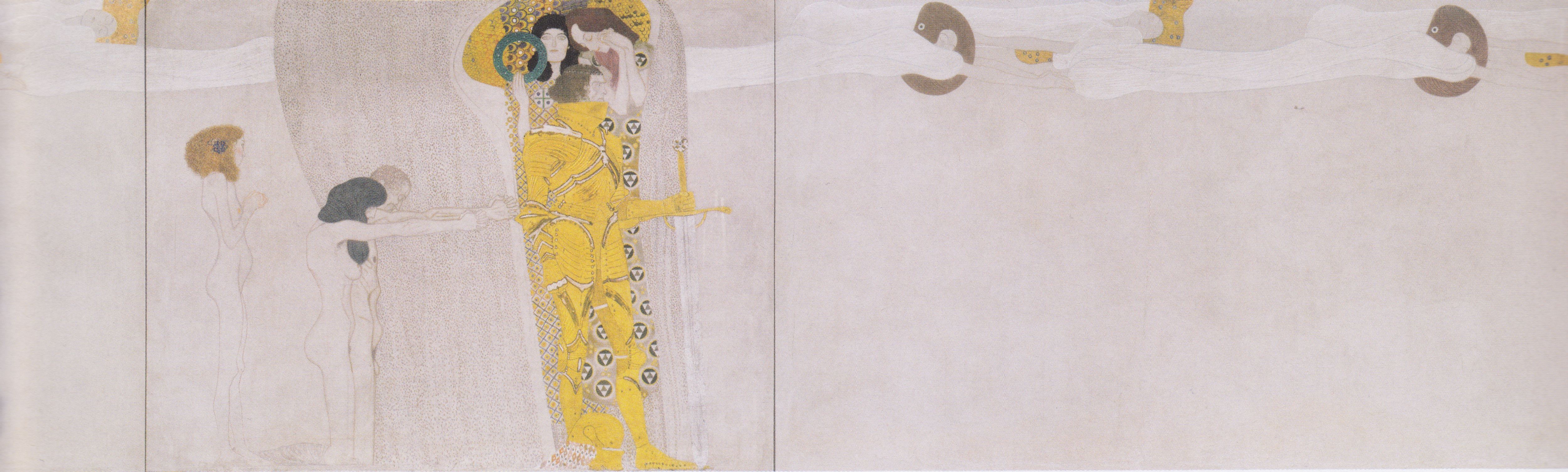
Friza lui Beethoven, creată de Gustav Klimt, se află la etajul superior. Această secvența a frizei este prima și ne numește Cavalerul de aur
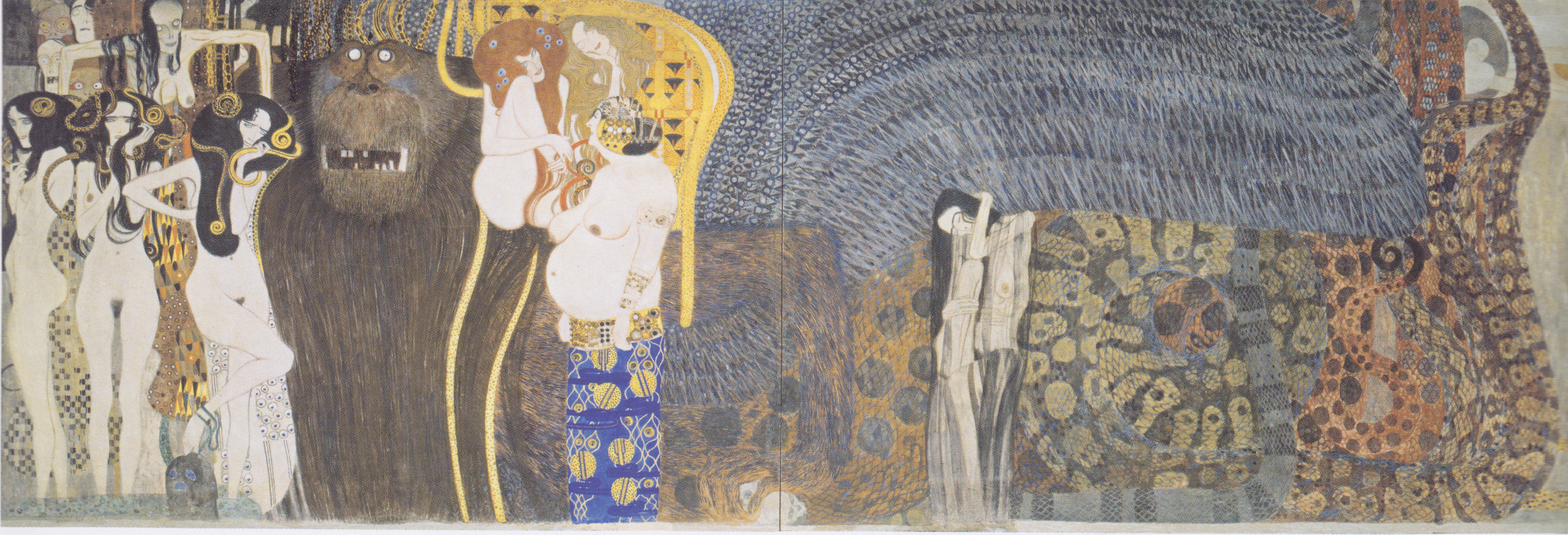
Această secvență a frizei se numește Forțele inamice
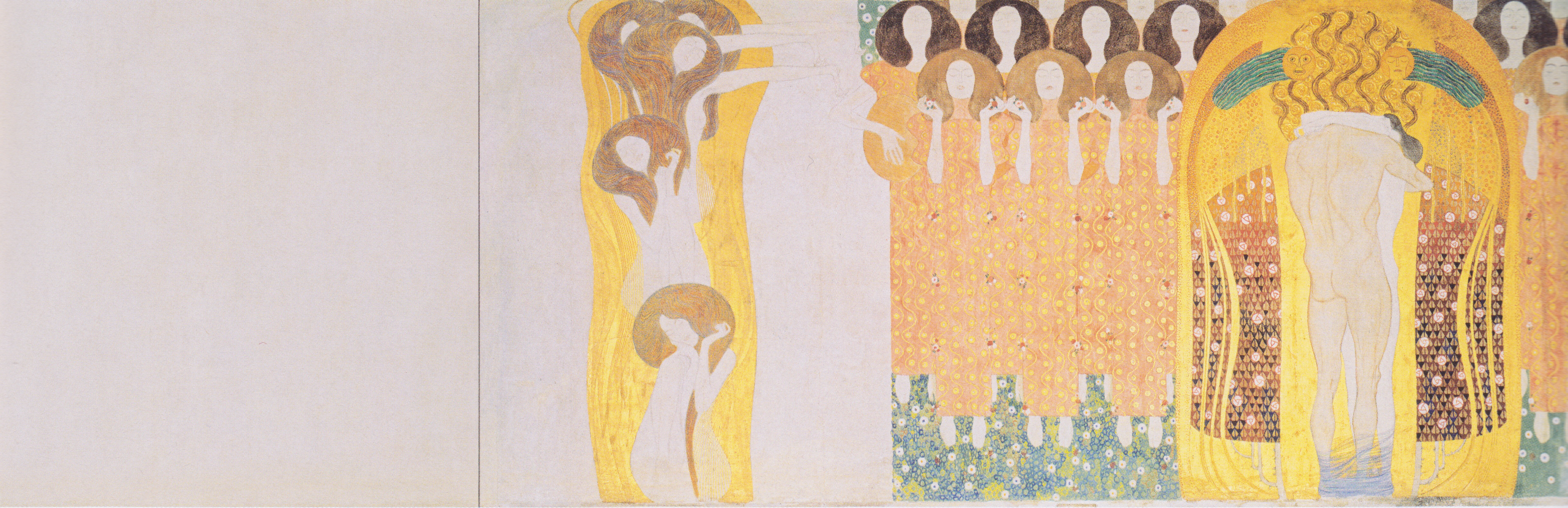
Această secvență a frizei se numește Acest sărut al întregii lumi
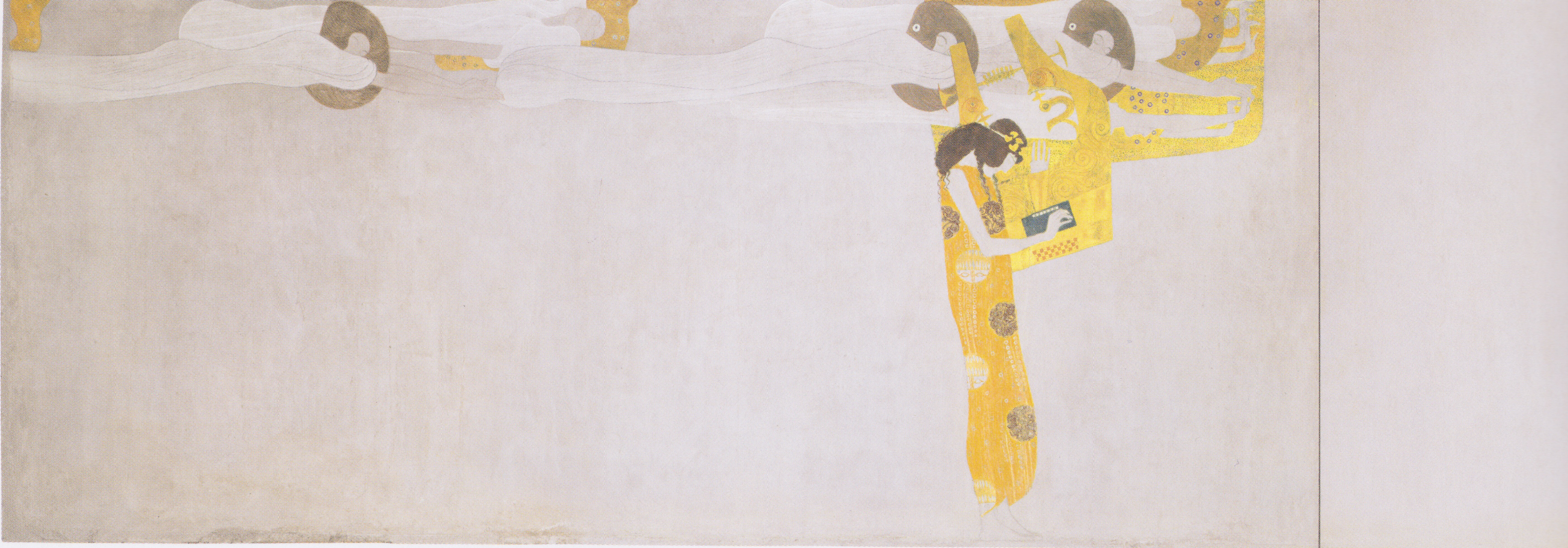
Aceasta secvență a frizei se numește Dorul de fericire își găsește liniștea în poezie
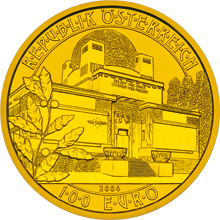
Moneda aniversară a mişcării Secesioniste
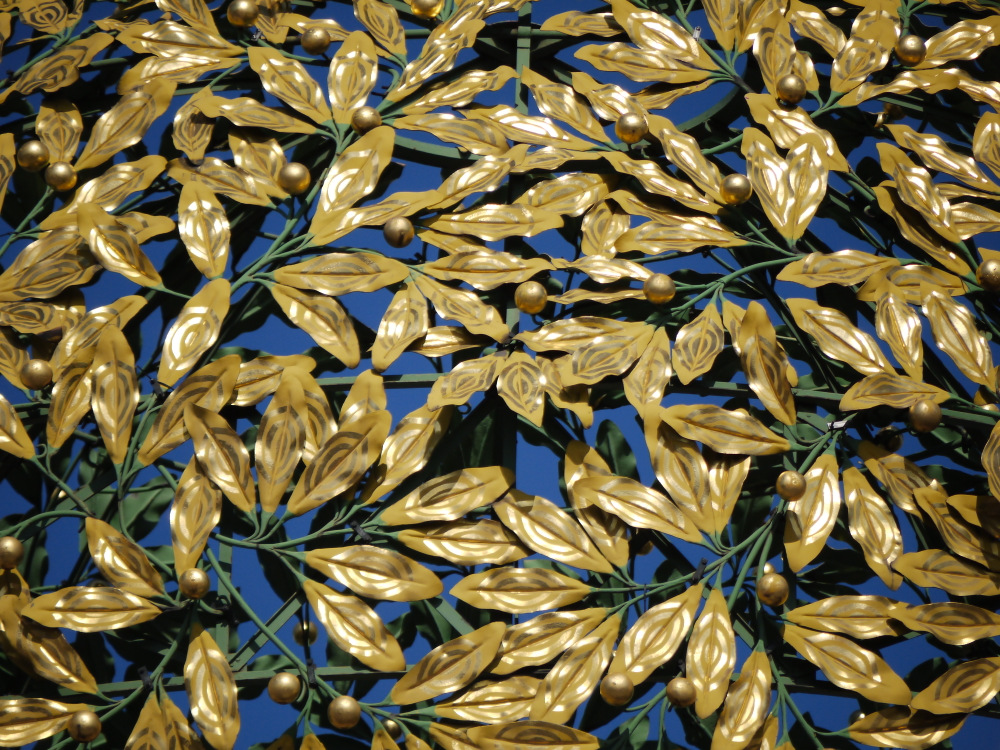
Detaliu din cupolă
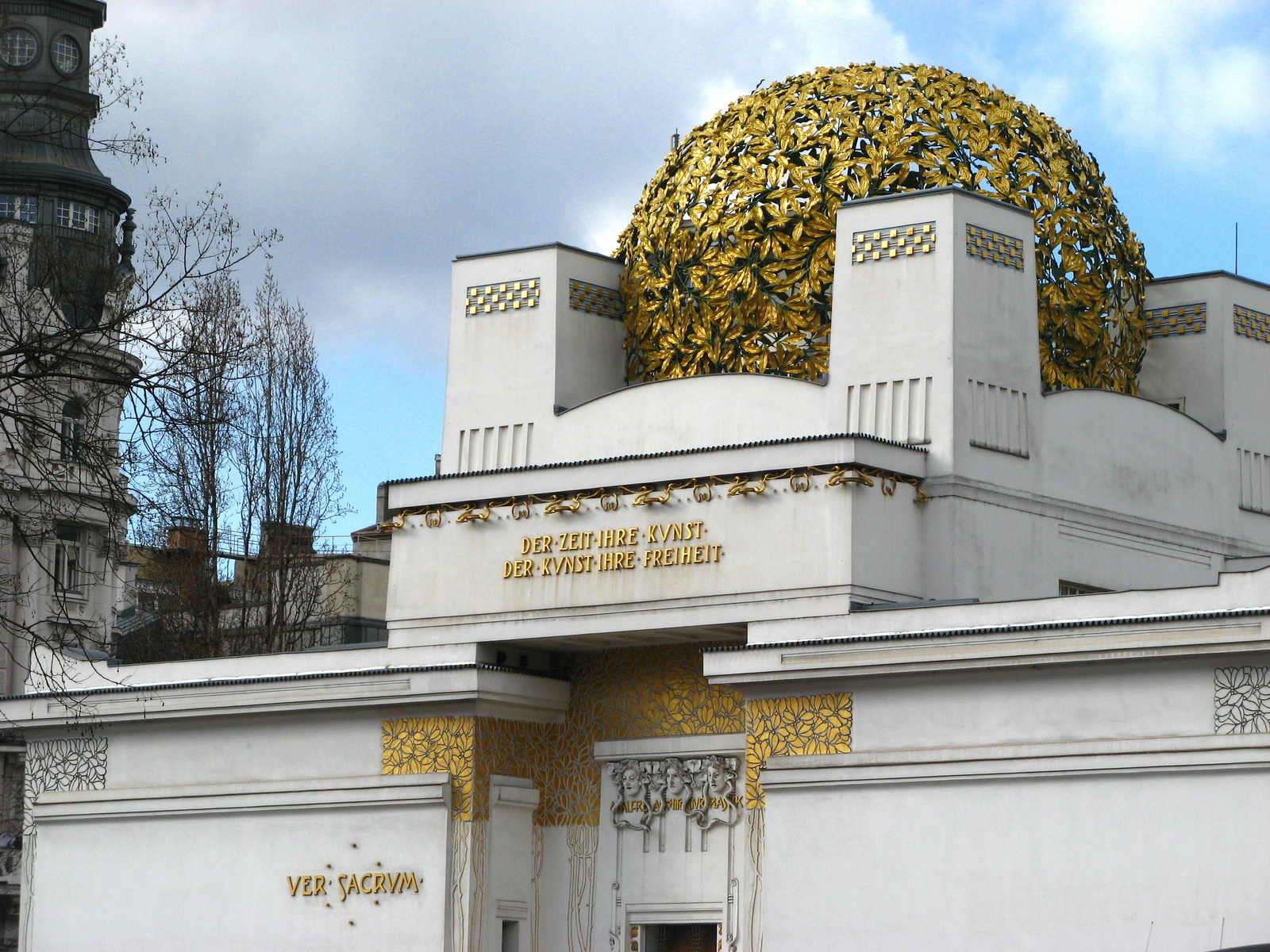
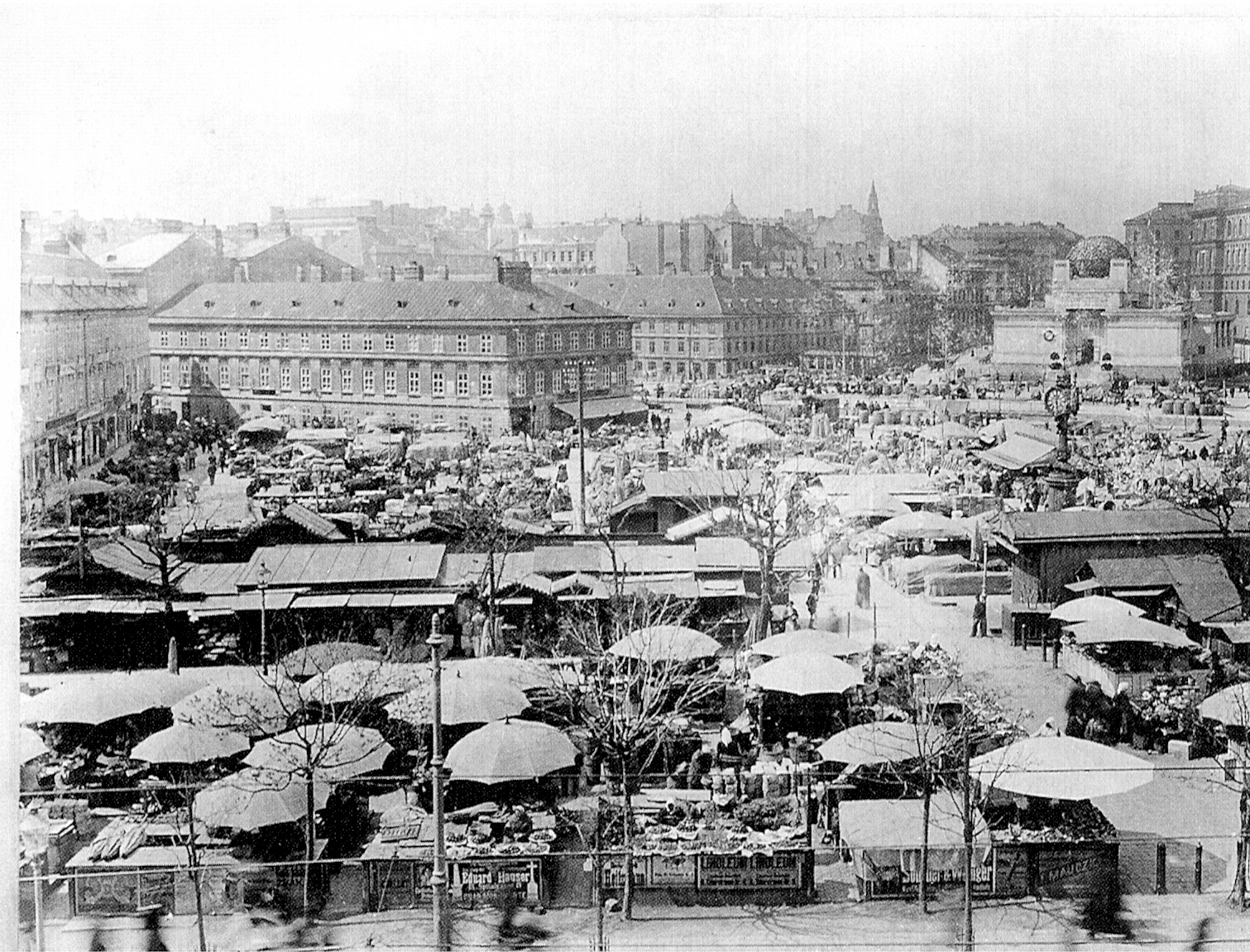
Poză veche din circa 1900 în care apare Clădire Sucesiunii în dreapta sus
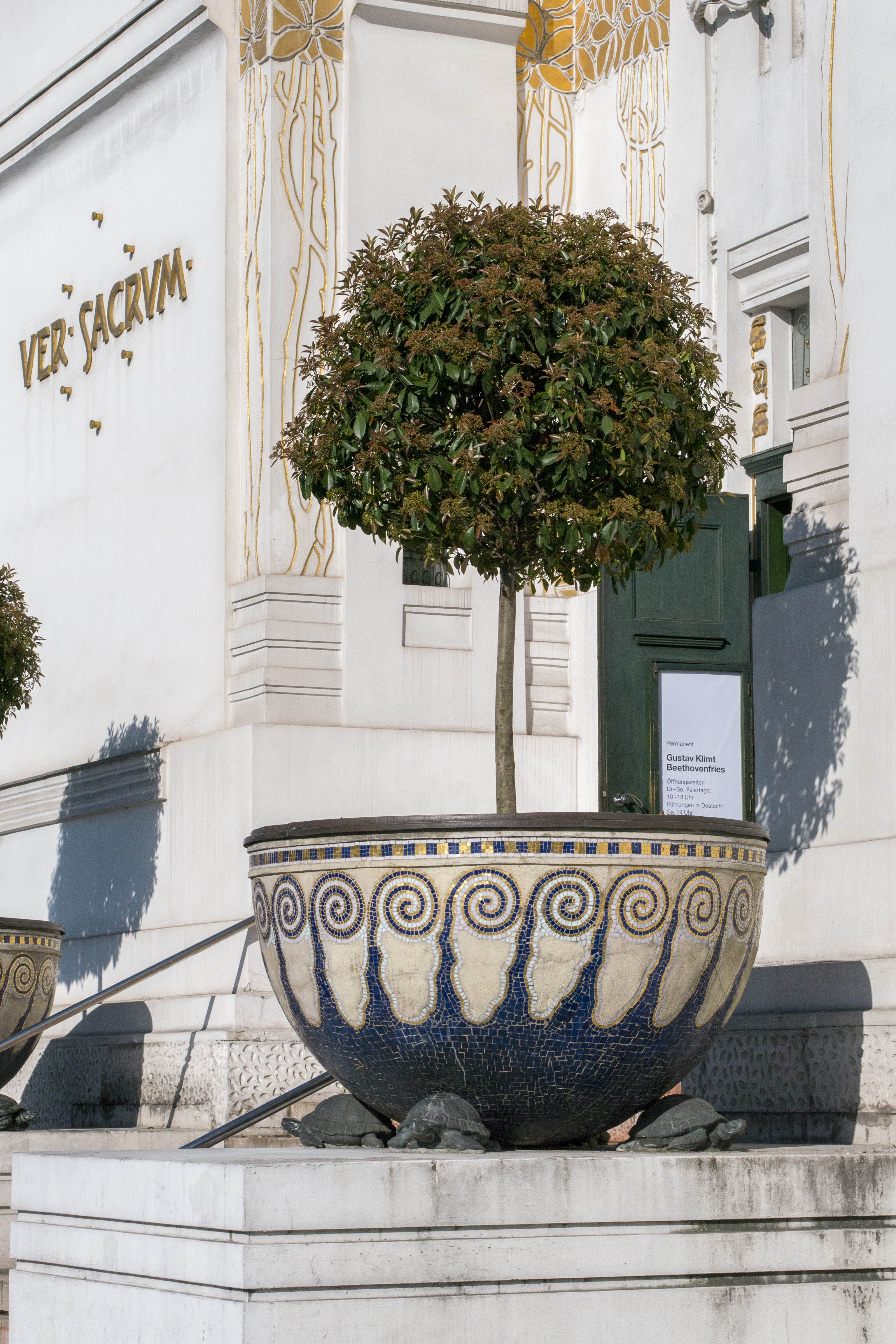
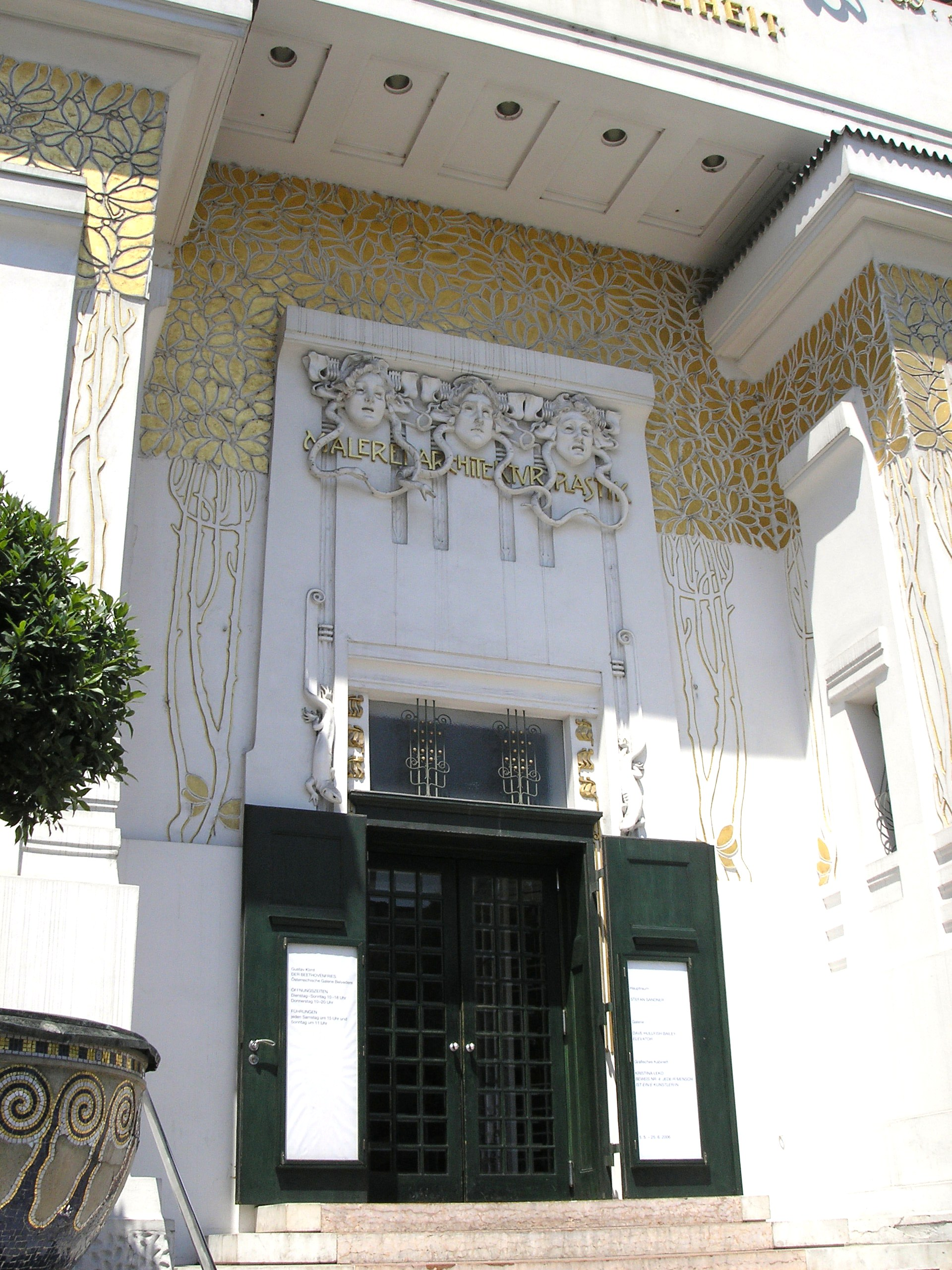
Intrarea în Clădirea Sucesiunii
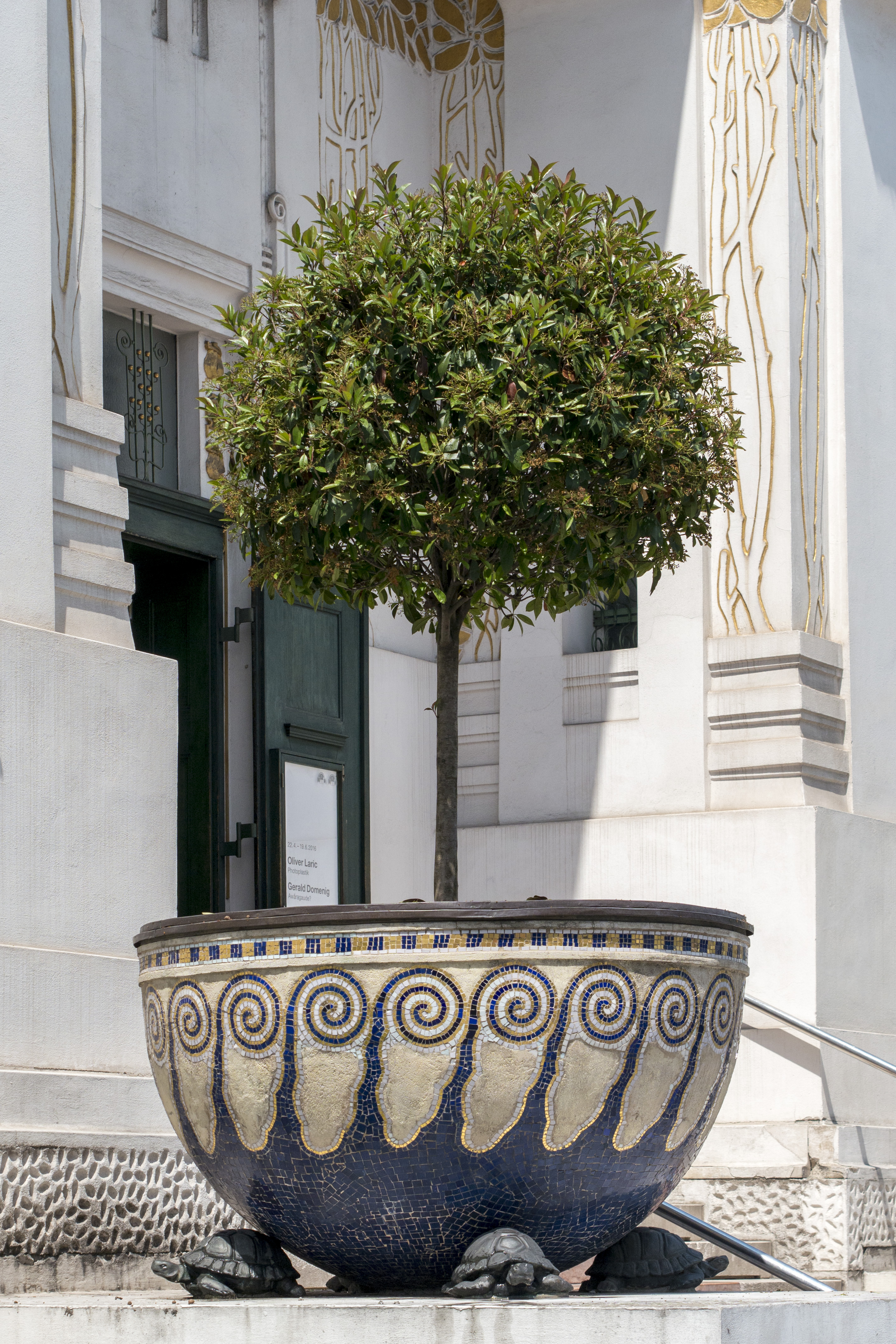
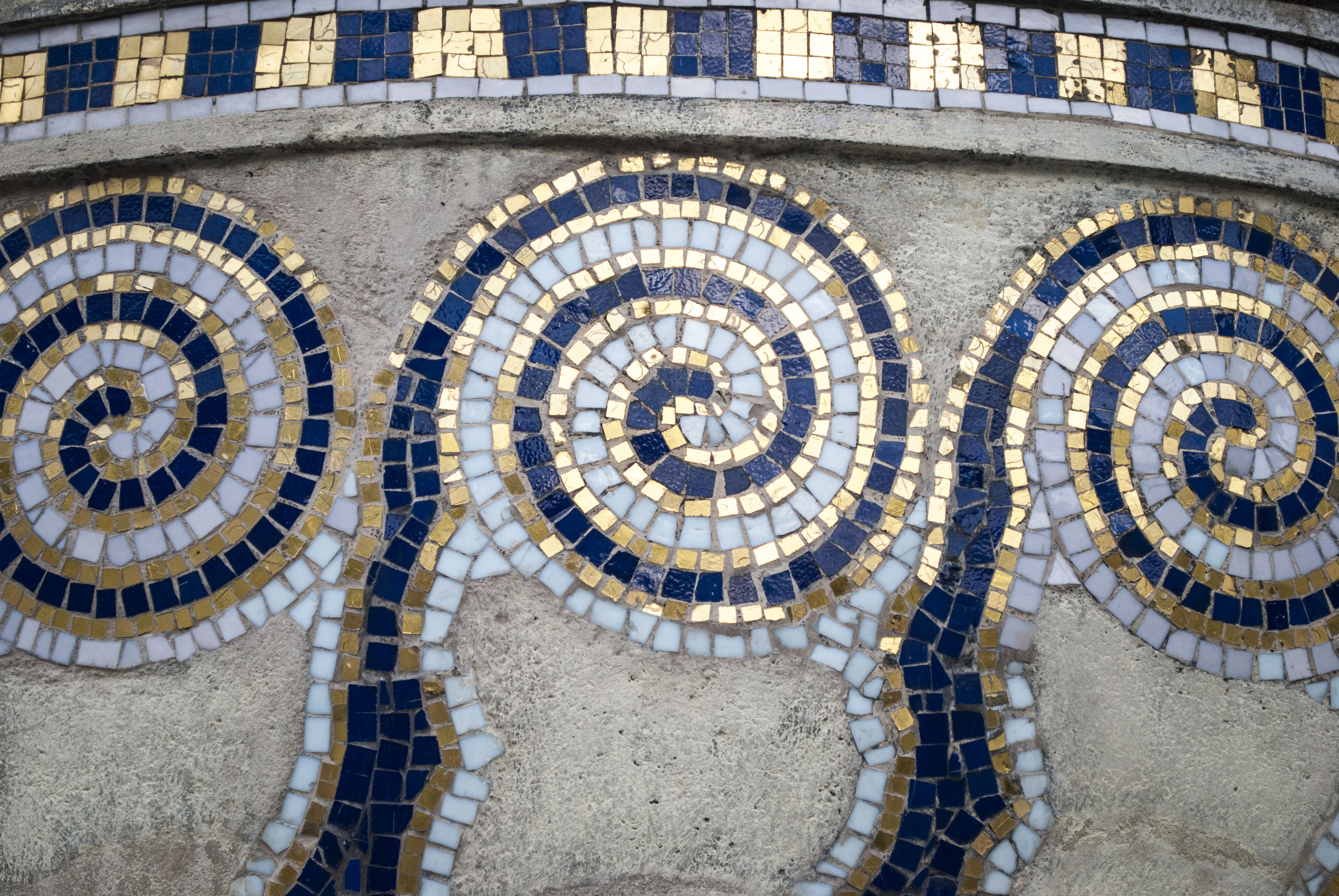
Detaliu de pe un ghiveci de la intrare
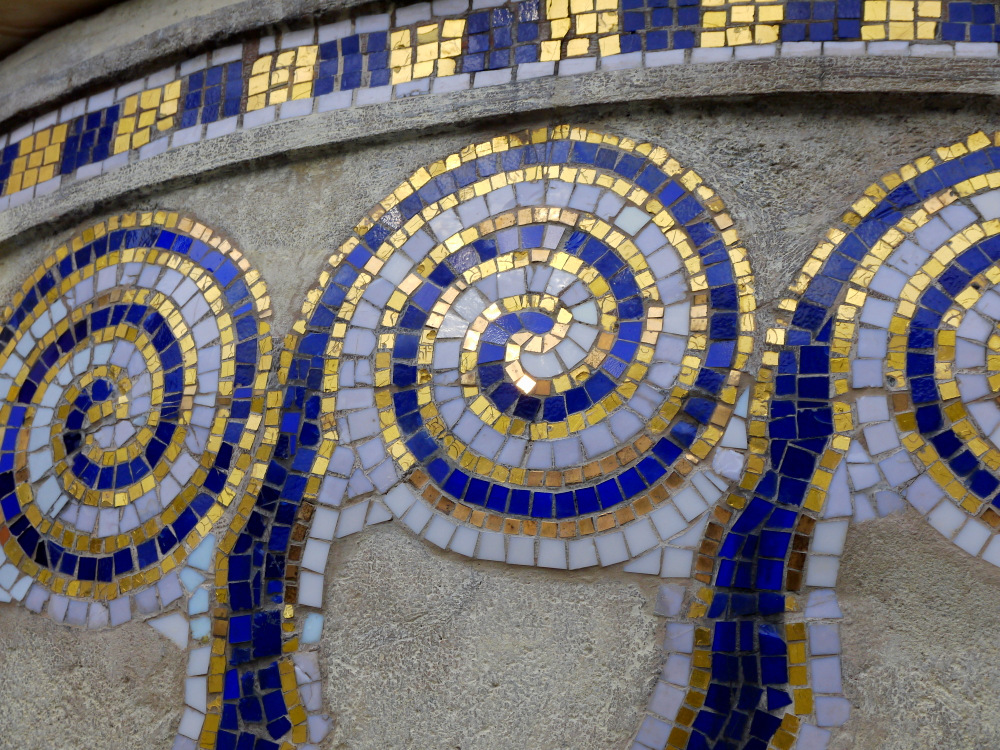
Detaliu de pe un ghiveci de la intrare
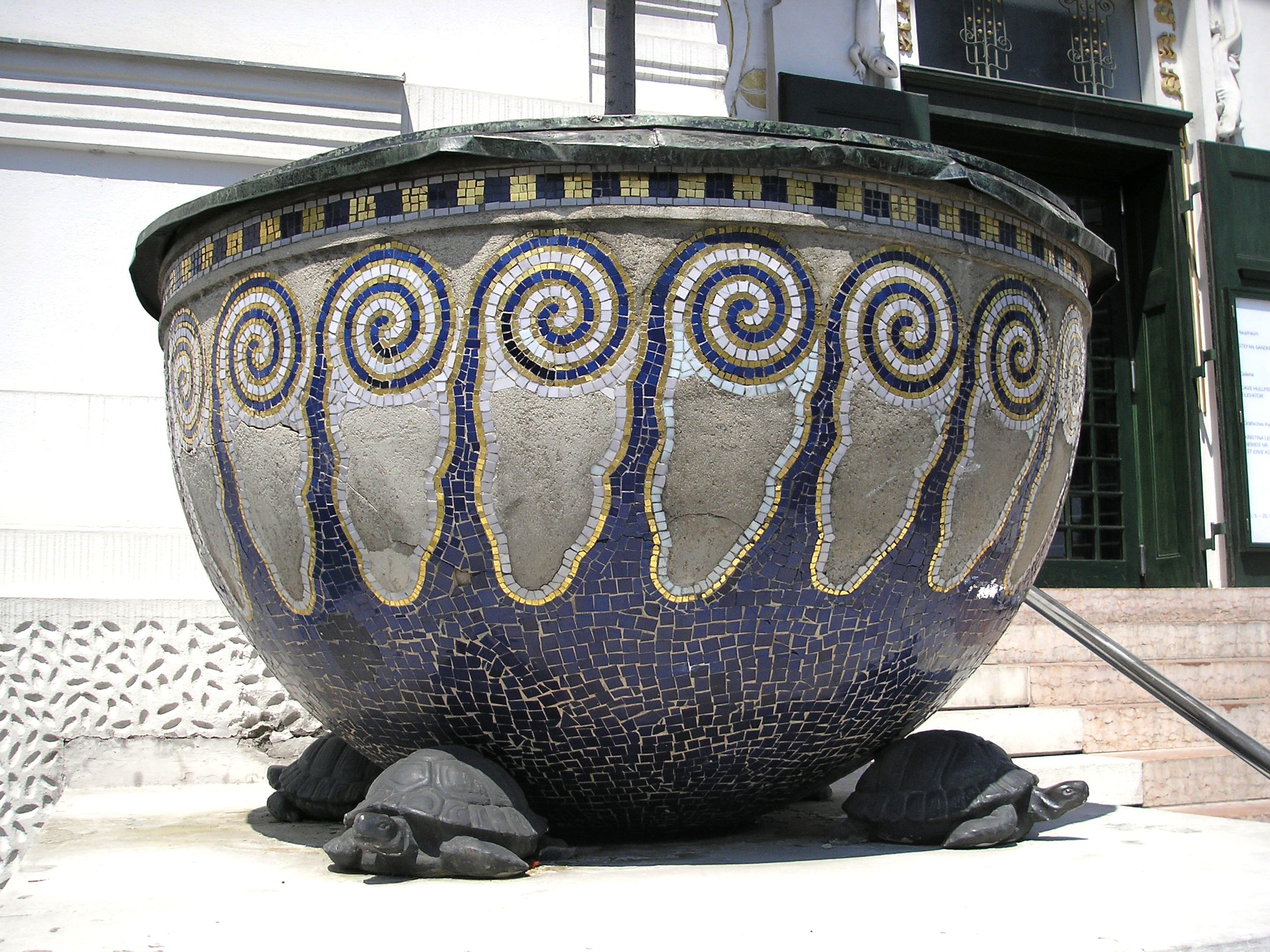
Unul dintre cele 2 ghivece de la intrare
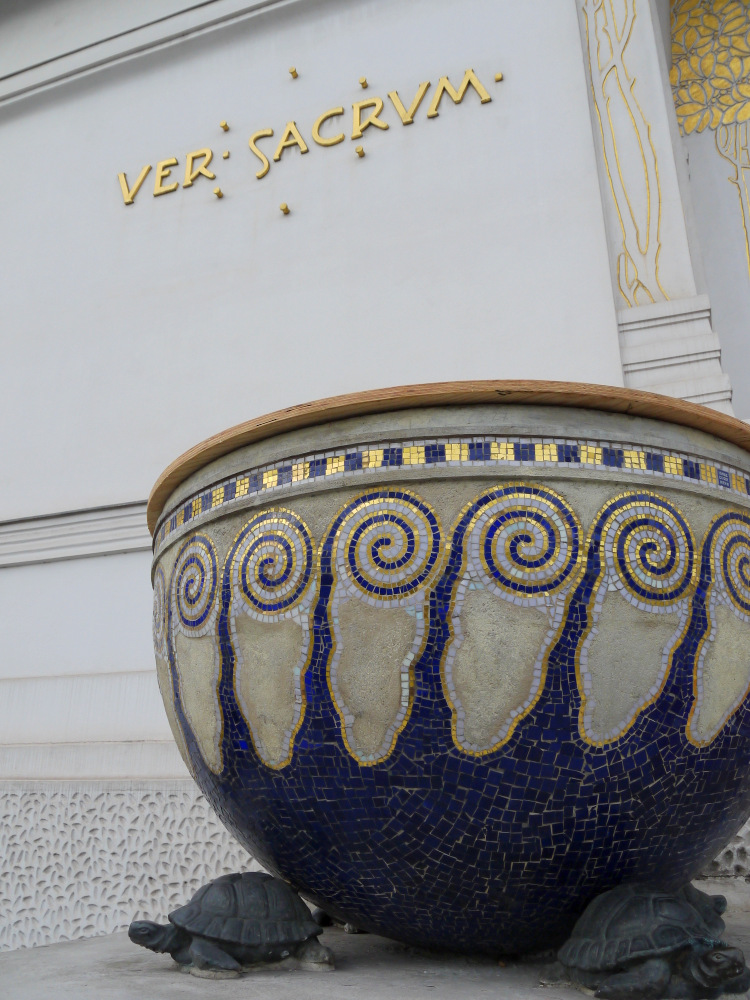
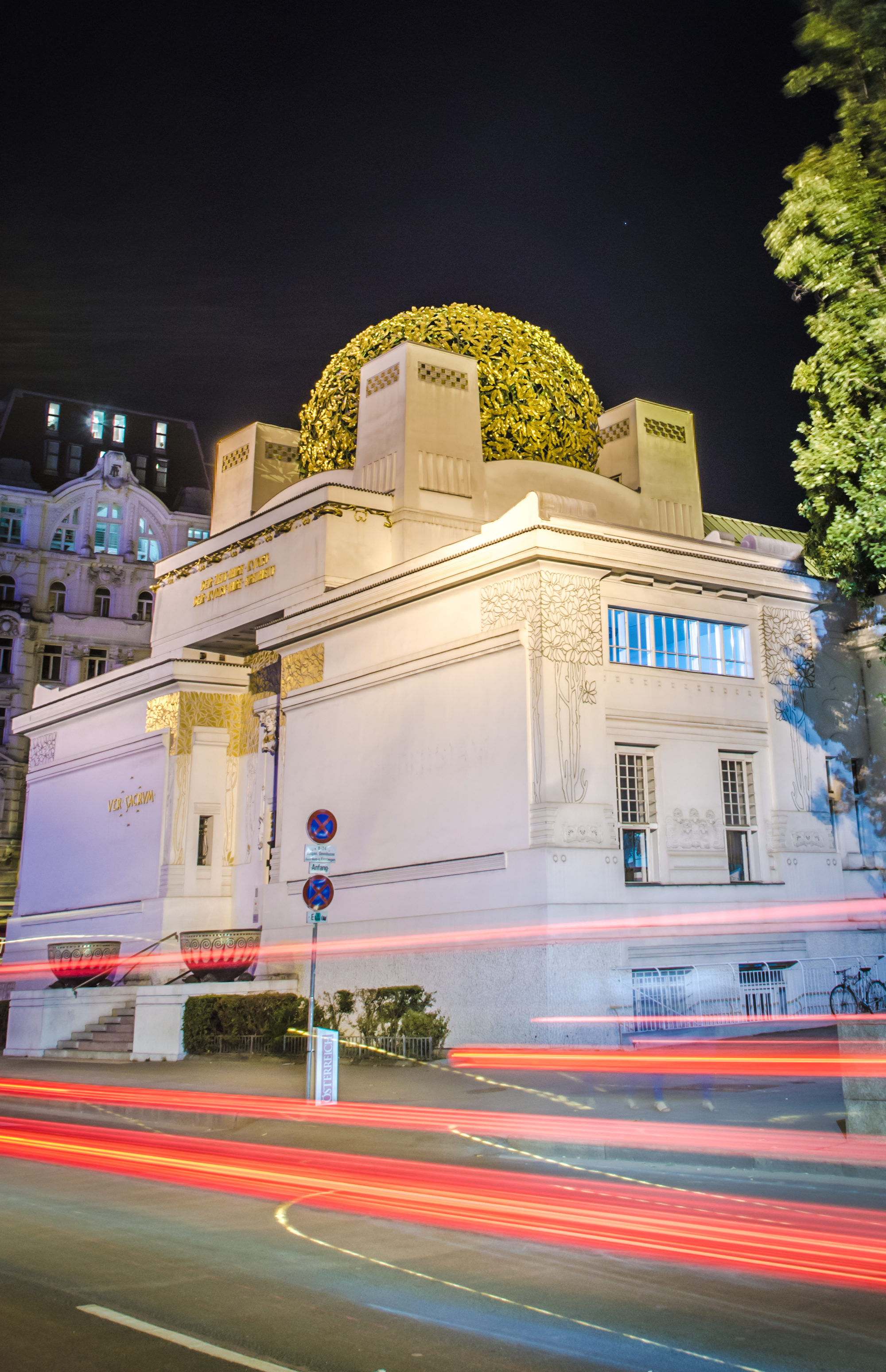
Clădirea Secesiunii noaptea
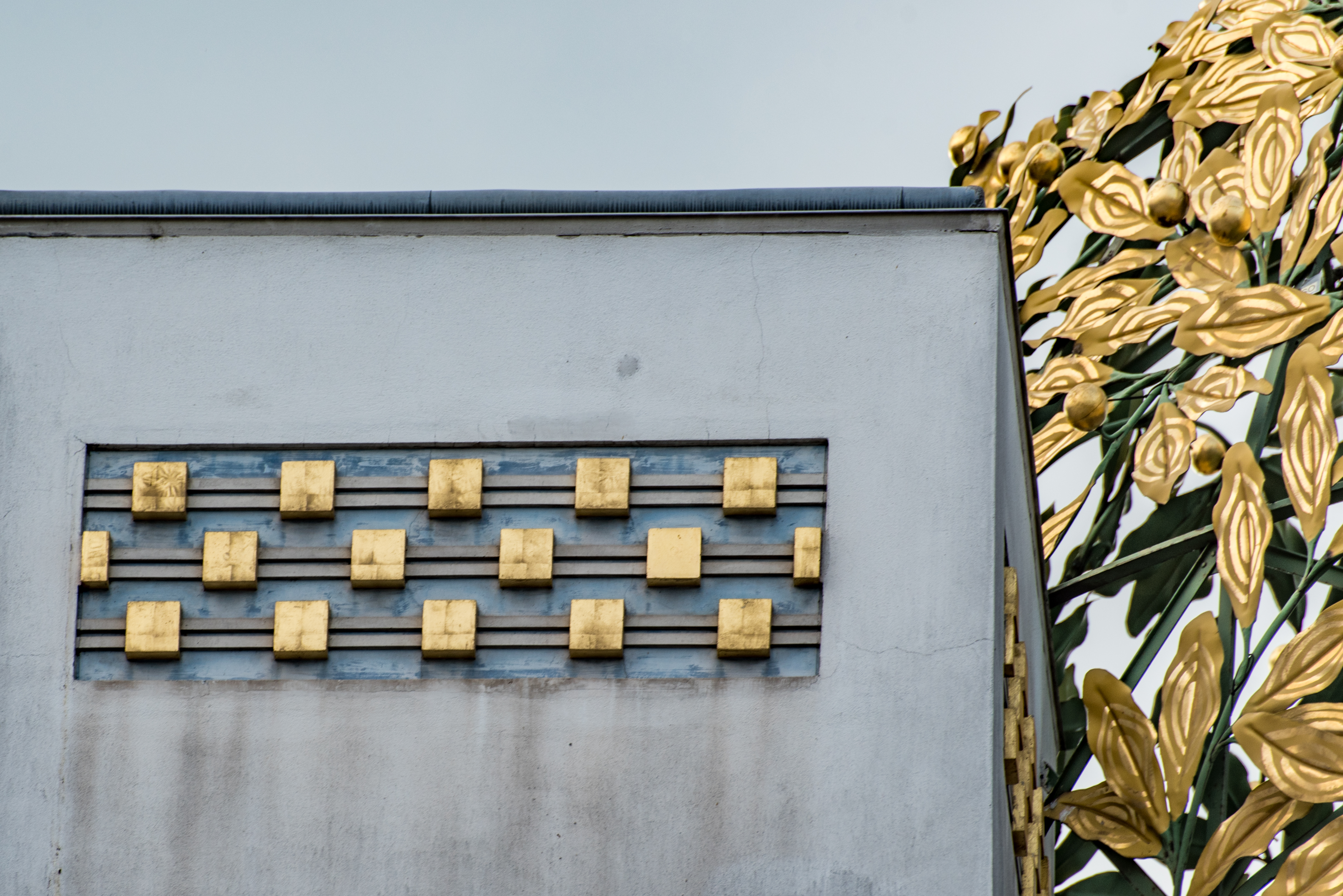
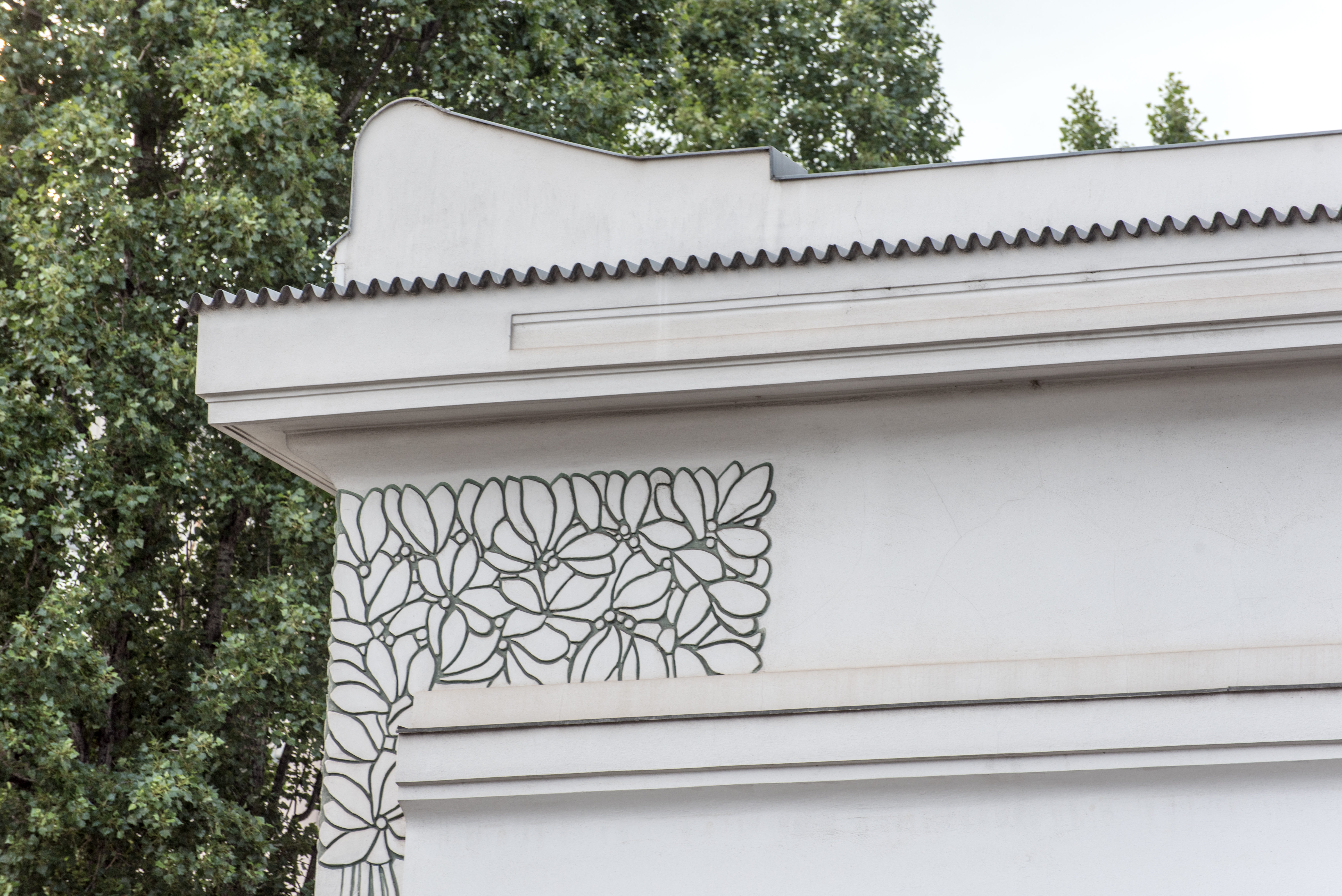